# Alipi Kostadinov
Alipi Kostadinov (16 aprile 1955) è un ex ciclista su strada ceco, fino al 1992 cecoslovacco.

## Palmarès

### Olimpiadi
- 1 medaglia:
  - 1 bronzo (Mosca 1980 nella corsa a cronometro a squadre)

### Mondiali
- 1 medaglia:
  - 1 bronzo (Praga 1981 nella corsa a cronometro a squadre)